# جک خرس
جک خرس (به انگلیسی: Jack the Bear) فیلمی محصول سال ۱۹۹۳ و به کارگردانی مارشال هرسکوویتز است. در این فیلم بازیگرانی همچون دنی دویتو، رابرت. جی. استینمیلر جونیور، میکو هیوز، گری سینایس، آرت لافلئور، کارل گابریل یورک، استفان جیراش، آندره‌آ مارکوویچی، جولیا لوئی درایفوس، ریس ویترسپون، لی گارلیگتون و کریستوفر لاوفورد ایفای نقش کرده‌اند.